# Adynaton

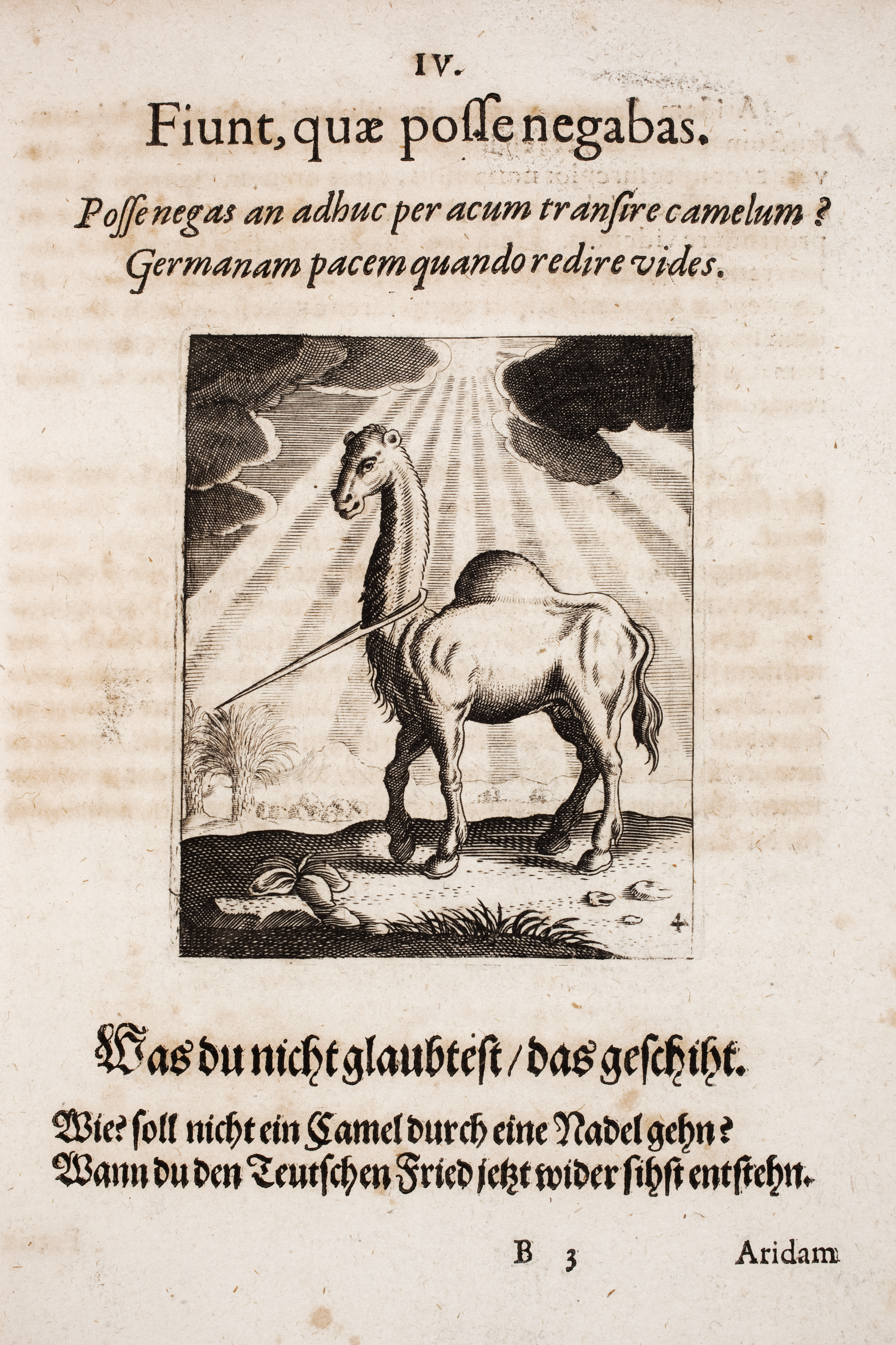
"Meditationes emblematicae de restaurata pace Germaniae", livre de Johann Vogel publié en 1649 reprenant l'adynaton "Fiunt, quae posse negabas".

Un adynaton (du grec ἀδύνατον adynaton (« impossible ») est une figure de style qui consiste en une hyperbole inconcevable. Elle est proche de l'hyperbole et de l'exagération, au moyen d'une accumulation irréaliste.
On désigne par le nom d'adynata plusieurs adynatons mis en relation.

## Exemples
- « Deux milliards d'hommes en long et moi, au-dessus d'eux, seule vigie » (Les Mots, Jean-Paul Sartre)

- « Ne pas se laisser condamner à défaire des chignons de bronze » (Henri Michaux)

- « Aussi facilement pourrais-tu marquer / De ton glaive tranchant l'air impalpable / Qu'égratigner ma peau »            (Macbeth, Shakespeare)

- « On tue un homme : on est un assassin. On en tue des millions : on est un conquérant. On les tue tous : on est un Dieu. » (Jean Rostand, Pensées d'un biologiste)

## Définition

### Définition linguistique
L'adynaton opère une transformation sémantique par répétition à l'identique : le locuteur accumule les arguments ou idées afin d'exagérer un fait ou une situation. Elle appartient à la figure de l'exagération, qui propose un décalage de sens avec une réalité de référence. On oppose dans cette classe de figure l'hyperbole, dite exagération sérieuse à l'adynaton, exagération impossible ou contre nature. Ces deux figures fonctionnent néanmoins sur la base d'une accumulation, marquée souvent par une ponctuation spécifique et des procédés d'emphase (superlatifs, comparaisons).
L'adynaton peut aussi définir une association de faits incompatibles (acception proche de la première, mais sans intentionnalité comique de la part du locuteur).

### Définition stylistique
L'effet visé par l'adynaton est souvent l'humour : il s'agit de proposer une alternative au réalisme en formant un décalage. L'ironie se fonde souvent sur l'adynaton (lorsque le fait exagéré est consciemment employé). Un adynaton employé en soi conduit à un effet de décalage total qui marque la subjectivité du locuteur et renseigne sur sa fuite hors du réel (cas des romans évoquant la folie par exemple). Globalement, il permet la mise en évidence du caractère absolu d'une affirmation, proche d'un raisonnement par l'absurde ; le plus souvent d'ailleurs, l'adynaton se fonde sur une impossibilité de nature.
L'adynaton est couramment employé à l'oral, à l'instar de l'hyperbole, afin d'insister sur un fait ou une qualité (de l'interlocuteur par exemple). Le verlan et le langage populaire l'emploient beaucoup (« on a marché mille kilomètres! »).
En publicité, son emploi permet d'exagérer les qualités vantées d'un produit, qui sort ainsi du cadre réaliste, ainsi le publicitaire marque la mémoire du récepteur. C'est surtout dans les dessins animés, comme Tex Avery, qu'il est utilisé (exemple de l'arbre qui, en tombant, écrase un personnage, qui se relève ensuite sous forme de crêpe, ou des yeux du loup qui sortent de leurs orbites). La peinture et le cinéma utilisent ses ressources également (explosions incroyables de véhicules, portraits impossibles comme chez Francis Bacon). De même dans le tableau de Magritte La reproduction interdite, l'homme, de dos, se reflète de dos dans le miroir devant lui.

### Genres concernés
L'adynaton est susceptible d'être employé dans tous les genres littéraires : en poésie (chez les surréalistes notamment, ou dans le dadaïsme), au théâtre (pièces tragiques montrant les faits grandioses de héros mythologiques, mais aussi comiques comme chez Alfred Jarry avec Ubu) et dans le roman (romans fantastiques, de science-fiction…). Pour être évalué, l'adynaton doit être distingué néanmoins des références voulues comme cadre du discours par le narrateur : certains genres l'emploient de manière essentielle, d'autres y ont recours sous forme de figure de style. Néanmoins dans tous les cas l'effet recherché est le même.

## Historique de la notion
Les adynata de Virgile sont les premiers connus comme dans ce célèbre cas : « Que maintenant le loup fuie devant les moutons, que les chênes portent/ Des pommes d'or, que les hiboux rivalisent avec les cygnes ». Les auteurs médiévaux y ont recours souvent afin de renforcer la portée de leurs vers. Les surréalistes en font l'une de leurs figures favorites, intégrée à leur postulats littéraires comme dans leur Dictionnaire du Surréalisme avec l'exemple : « J'ai vu une anguille/ Qui coiffait sa fille » (Entrée « Possible »). Le roman fantastique également fonde son univers sur l'adynaton, de même qu'en science-fiction. Des romanciers modernes comme Frédéric Dard et son personnage San-Antonio sont de fervents utilisateurs de cette figure.
Pour Mazaleyrat et Molinié (voir bibliographie) : « Le mécanisme de l'adynaton n'est pas seulement celui d'un raisonnement par l'absurde. Il n'est pas réductible simplement non plus à une forme particulière de l'hyperbole. Il met en jeu simultanément les ressorts de l'apodioxe (rejet de l'absurde), de l'hyperbole et de la comparaison, et c'est la subtilité de leurs actions combinées qui fait son caractère original, parfois sa valeur fantastique dans l'évocation et toujours sa force opératoire » ; acceptation qui permet de conserver l'adynaton comme figure autonome, différente de l'hyperbole. 

### Figures proches
| Figure mère | Figure fille |
| ----------- | ------------ |
| exagération | aucune       |

| Antonyme | Paronyme           | Synonyme                 |
| -------- | ------------------ | ------------------------ |
| aucune   | non-sens, apodioxe | hyperbole, amplification |

### Débats
La polémique naît de l'intégration de l'adynaton à la classe des hyperboles[réf. nécessaire].